# Cavetown
Робін Даніель Скіннер (англ. Robin Daniel Skinner, нар. 15 грудня 1998 р.),, більш відомий як Cavetown — англійський співак, автор пісень, продюсер та відеоблогер із Лондона. Його стиль поєднує елементи інді-року, інді-попмузики з ніжними баладами укулеле. Станом на серпень 2022 року, щомісяця він має понад 7 мільйонів прослуховувань на Spotify. Його канал на YouTube, створений у листопаді 2012 року, нараховує 2,12 мільйона підписників та 416,5 мільйонів переглядів відео. Скіннер випустив свій сьомий альбом «Man’s Best Friend» у червні 2022 року.

## Дитинство
Скіннер народився в Оксфорді 15 грудня 1998 р. Інтерес до музики йому прищепив його батько, Девід Скіннер, музикант та керівник хору, який навчив його грати на гітарі у восьмирічному віці. Його мати — професійна бароко-флейтистка і викладачка музики. З 2010 по 2015 рік він навчався в Parkside Community College та до 2017 року — в коледжі шостого класу Hills Road.

## Кар'єра

### 2012—2015: Відеоблог та музичний гурт
Скіннер створив свій канал на YouTube у листопаді 2012 року, а в жовтні 2013 року завантажив своє перше відео, оригінальну пісню під назвою «Haunted Lullaby». Скіннер випустив дебютний сингл «This Is Home» у серпні 2015 р., перш ніж випустити дебютний альбом у листопаді 2015 р. Критики описали альбом Cavetown як «еклектичну суміш акустичного та електронного».

### 2016—2018:16/04/16таLemon Boy
2016 року Скіннер випустив свій другий студійний альбом, 16/04/16. [34] Альбом включає суміш «теплого, мелодійного спального попу» та «лоу-фай інді-року».
У квітні 2017 року, перебуваючи в коледжі Sixth Form, Скіннер дійшов до фіналу конкурсу кембриджських гуртів, здобувши перемогу як найкращий акустичний акт, так і премію Кімберлі Реу за написання пісень, і продовжив грати на Полуничному ярмарку в червні 2017 року. Випустив свій третій альбом «Lemon Boy». Станом на серпень 2020 року альбом набрав 54 мільйони прослуховувань на Spotify та 15 мільйонів переглядів на YouTube.

### 2019–present:Animal Kingdom,Sleepyheadта нещодавня діяльність
2019 року Скіннер випустив п'ять окремих синглів, які згодом були скомпільовані в Animal Kingdom, мікс із десяти треків, що містив кавери та оригінальні сингли Він був продюсером синглу «Prom Dress» від Mxmtoon, який набрав 8 мільйонів прослуховувань на Spotify У жовтні 2019 року Скіннер розпочав серію аншлагових гастрольних турів по всьому світу. Він грав у гастролях на 31 майданчику в США та на 15 майданчиках у Великій Британії протягом чотирьох місяців.
2020 року Скіннер випустив свій головний дебютний альбом Sleepyhead і з'явився в серії «Сеанси Академії звукозапису» на підтримку MusiCares. Він скасував тур на підтримку SleepyHead через пандемію COVID-19 у червні 2020 року.

## Особисте життя
Скіннер заявив, що перебуває в асексуальному та аромантичному спектрах, і оголосив себе трансгендером у вересні 2020 р. Скіннер використовує займенники «він/його» та «вони/їх».